# Unidad Liberal
Unidad Liberal es el nombre de un "grupo significativo de ciudadanos", como lo define la Constitución Política de Colombia, que se presentó a las elecciones legislativas de Colombia de 2010, específicamente con una lista a la Cámara de Representantes por el departamento del Huila.
El grupo fue formado a principios de 2010, en aras de aglutinar a todos los sectores afines al Partido Liberal Colombiano, algunos de los cuales (específicamente el del Representante Luis Enrique Dussán) no estaban dispuestos a postular oficialmente por el Partido; la conexión de Unidad Liberal con el Partido es tal que se presentaron a las elecciones con el mismo logo-símbolo. En las elecciones del 14 de marzo, Unidad Liberal obtuvo dos curules en la Cámara, siendo reelegido Dussán y correspondiéndole la segunda, luego de un reñido escrutinio, a la excongresista recientemente liberada por las FARC Consuelo González de Perdomo.
Se ha abierto una fuerte polémica al interior del grupo ya que mientras Consuelo González se ha mantenido alineada con la candidatura presidencial de Rafael Pardo, director del Partido Liberal, Dussán ha anunciado su respaldo a Juan Manuel Santos del Partido de la U.
Referencias
1. ↑  «Copia archivada». Archivado desde el original el 6 de abril de 2016. Consultado el 19 de mayo de 2010.
2. ↑  http://www.lanacion.com.co/2010/05/13/se-despejan-curules-para-la-camara/
3. ↑  http://www.lanacion.com.co/2010/04/28/agitan-fuerzas-liberales-en-el-huila/

- Datos: Q5651959